# Candy Bauer
Pour les articles homonymes, voir Bauer.
Candy Bauer est un bobeur et athlète allemand, né le 31 juillet 1989 à Zschopau, double champion Olympique en bob à quatre. 

## Biographie
Il dispute le concours de lancer du poids masculin aux championnats du monde d'athlétisme en salle 2012, après avoir été cette année-là vice-champion d'Allemagne.
Il remporte aux Championnats du monde de bobsleigh la médaille d'or de bob à quatre en 2017 et en 2021 et la médaille d'argent de bob à quatre en 2016.
Aux Jeux olympiques d'hiver de 2018, il est sacré champion olympique de bob à quatre avec Francesco Friedrich, Thorsten Margis et Martin Grothkopp. Avec le même pilote, il conserve le titre en bob à quatre en 2022. 

## Palmarès

### Jeux Olympiques
- : médaillé d'or en bob à 4 aux JO 2018.
- : médaillé d'or en bob à 4 aux JO 2022.

### Championnats monde
- : médaillé d'or en bob à 4 aux championnats monde de 2017, 2019, 2020, 2021 et 2023.
- : médaillé d'argent en bob à 4 aux championnats monde de 2016.

### Coupe du monde
- 38 podiums  : 
  - en bob à 2 : 1 troisième place.
  - en bob à 4 : 21 victoires, 10 deuxièmes places et 6 troisièmes places.

#### Détails des victoires en Coupe du monde
| Édition   | Bob à 2 | Bob à 4                                   |
| 2018-2019 |         | Winterberg Altenberg Saint-Moritz Calgary |
| 2019-2020 |         | Winterberg La Plagne Igls Königssee       |
| 2020-2021 |         | Winterberg                                |
| 2021-2022 |         | Igls x2 Altenberg Winterberg x2           |
| 2022-2023 |         | Whistler Park City Winterberg Igls x2     |
| 2023-2024 |         | Igls Altenberg                            |